# Rudolfmänniska
Rudolfmänniskan (Homo rudolfensis) är benämningen på en tidig art av släktet Homo vars främsta fynd  är KNM ER 1470, varför den ibland också kallades 1470-människan. Relationen mellan Homo rudolfensis och den samtida Homo habilis är oklar och omstridd. Den 8 augusti 2012 presenterades nya fossila fynd som förmodligen kommer från Rudolfmänniskan.

## Fynd av fossiler
Det första fyndet hittades av Richard Leakey i Koobi Fora vid Turkanasjön i Kenya. Sjön hette tidigare Lake Rudolf, vilket har gett Rudolfmänniskan dess namn. Man beräknar åldern på fynden till mellan 1,8 och 2,5 miljoner år.
Huruvida särdragen hos den fossila KNM-ER 1470 var karakteristiska för hela artens population eller bara ett speciellt karakteristiskt uttryck inom en varierande art kunde inte klargöras till en början. Genom att studera överkäken KNM-ER 62000 och den delvis bevarade underkäken KNM-ER 60000 med vissa bevarade tänder, som publicerades 2012 visades att flera mycket liknande individer existerade vilket stärker hypotesen om en egen art.
Ytterligare fynd som tillskrivs Homo rudolfensis gjordes i omedelbar närhet av typfossilen (underkäken KNM-ER 1802) samt i Etiopien i Omo-området och Malawi. 
I Malawi fann den tyska paleoantropologen Friedemann Schrenk underkäken UR 501 1991. Denna käke har en ålder av 2,4-2,5 miljoner år enligt dateringar. Baserat på denna datering kan Homo rudolfensis tolkas som en av de äldsta representanterna för släktet homo. Uraha Hill, den paleoantropologiska fyndplatsen som ligger i norra Malawi, dateras till 2,4 miljoner år enligt Encyclopedia Britannica. Käken har likheter med exemplar som daterar sig till mellan 1,9 och 1,8 miljoner år från Koobi Fora i Kenya. Uraha Hill-fossilet är ett av de äldsta av släktet Homo, och det ligger i det geografiska gapet mellan platser i Öst- och Sydafrika. Det är det äldsta fossilet som tillskrivs H. rudolfensis, men exakt ålder är svår att fastställa. 
Vissa antropologer föredrar att inkludera alla exemplar som kallas H. rudolfensis i en kraftigt variabel art av storhjärniga homininer, med små kindtänder, som de likställer med H. habilis.
Nya fynd upptäckta 2007 och 2009 presenterades den 8 augusti 2012. Fynden är från ett ansikte och två käkben och stärker hypotesen om Rudolfmänniskan som en separat underart. Det är ändå inte bevisat att så är fallet, eller om fynden bör klassificeras som Homo habilis.

## Kroppsstorlek och möjliga fynd av extremitetsben
Kroppsstorleken hos H. rudolfensis och H. habilis uppskattas vara mindre än hos australopithecus. Detta baseras mest på det partiella skelettet av H. habilis med benämningen OH 62 som uppskattas ha haft en kroppslängd om 100–120 cm och vägt 20–37 kg. H. rudolfensis tros ha varit större än H. habilis men uppskattningar är svåra då fynd av extremitetsben som säkert kan anknytas saknas. KNM-ER 1470-skallen har använts för en uppskattning till 160 cm hos manliga h. rudolfensis och hos honor 150 cm. Fyndet KNM-ER 1472, ett lårben som kan anknytas till tre arter H Rudolfensis, H. habilis eller H. ergaster ger en kroppslängd på cirka 155 cm, medan överarmsbenet KNM-ER 1473 ger cirka 160 cm i kroppslängd. Fyndet av delar av benet KNM-ER 1481 ger en uppskattad längd av cirka 155 cm, bäckenet KNM-ER 3228 ger cirka 165 cm i kroppslängd och slutligen lårbenet KNM-ER 3728 som också kan vara från H. habilis eller P. boisei ger 153 cm. I allmänhet antas att alla homoarter före Homo ergaster har haft en mer uttalad könsdimorfism med hanar betydligt större än honor. Men den verkliga skillnaden i storlek inom arterna mellan könen är okänd.

## Rekonstruktioner av skallen
1973 rekonstruerade Richard Leakey skallen KNM-ER 1470 med ett platt ansikte och en hjärnvolym på 800 kubikcentimeter.1983 reviderade den amerikanska fysiske antropologen Ralph Holloway skallbasen i rekonstruktionen och räknade med en hjärnvolym på cirka 750 kubikcentimeter. Som jämförelse beräknas fynd av H. habilis  ha omkring  600 kubikcentimeter, och H. ergaster 850 kubikcentimeter.
Antropologen Timothy Bromage med kolleger reviderade ansiktet igen med 5 graders lutning dvs lätt prognatisk istället för helt rakt och satte näsbenet rakt under pannbenet. Han påstod att det var möjligt att uppskatta hjärnstorleken baserat på ansiktet.och räknade med bara 526 kubikcentimeter. Han menade att misstagen i Leakeys rekonstruktion berodde på en brist på forskning i de biologiska principerna för ansiktets anatomi vid denna tid. Ett platt ansikte överensstämde med hur man såg på den mänskliga utvecklingen på 1970-talet. 
Bromages rekonstruktion var felaktig enligt den amerikanske antropologen John D. Hawks eftersom skallen inte förändrades förutom att den vreds 5 grader utåt i ansiktet.  Bromage med kollegor återkom till frågan 2008 med en reviderad skallrekonstruktion och hjärnvolym uppskattad till 700-750 kubikcentimeter.

## Anatomiska karaktärsdrag hos fossil av Rudolfmänniskan
Fossil har klassificerats som  H. rudolfensis på basis av stor skalle, platt ansiktsprofil och bredare ansikte, kindtänder med mera komplexa tandkronor och rötter och tjockare emalj jämfört med H. habilis. Tidiga Homoarter  har vanligen större tänder jämfört med senare arter. Kindtänderna på KNM-ER 60000, ett käkben, är storleksmässigt små jämfört med tidiga homofossil med undantag för tredje molaren som är normalstor. Molarerna ökar i storlek bakåt i munnen. Tandraden hos KNM-ER 1470, KNM-ER 60000, och KNM-ER 62000 är rektangulär medan tandraden hos KNM-ER 1802 är U-formad, vilket indikerar att dessa två olika former i morfologin  representerar olika arter eller möjligen stor variation hos  H. rudolfensis käkar. I UR 501 från Uraha, Malawi är tandemaljens tjocklek samma som hos andra tidiga Homofynd, men emaljen i molarerna är nästan lika tjock som hos   Paranthropus molarer (som har tjockast emalj bland hominiderna). En sådan variation i emaljtjockleken hos kindtänderna syns inte hos KNM-ER 1802, vilket kan förklaras av regionala skillnader i H. rudolfensis population.

## Levnadssätt
H. rudolfensis kroppslängd är svår att uppskatta då extremitetsben som säkert kan knytas till arten saknas, men hjärnvolymen kan uppskattas till mellan 600 och 800 kubikcentimeter. De kraftigt byggda rudolfmänniskorna utvecklade ett starkt bett, för att kunna anpassa sig till miljön som ofta förändrades. Ett starkt bett var en förutsättning för att under torka kunna byta till hårdare födotyper. H. rudolfensis antas av vissa forskare ha utvecklat verktygskulturer för cirka 2,5 miljoner år sedan. Klimatet blev för cirka 2,5 miljoner år sedan kallare och torrare i Afrika.
H. rudolfensis har inte direkt kunnat knytas till redskap. Större spetsar på molarerna hos H. rudolfensis och H. habilis jämfört med Australopithecus antyder att de två förstnämnda använde redskap för att sönderdela hård växtföda eller kött, annars hade tandspetsarna varit mer nedslitna. Trots detta visar käkens anpassningar för att processa mekaniskt utmanade föda att teknologiska hjälpmedel inte påverkade deras diet i någon större utsträckning. Stora koncentrationer av stenverktyg är kända från Koobi Fora. Men dessa ansamlingar är samtidiga med att H. ergaster utvecklades och H. ergaster är den troligaste tillverkaren, men det är inte definitivt visat vilken art de tillhör för H. rudolfensis, H. habilis, och P. boisei är också hittade i samma område, under samma tid. Det äldsta fossilet av Homo, LD 350-1, associeras med redskap av Oldowan-typ. Med skarpkantade stenar kunde de tidiga homo-arterna skära upp kadaver och kroppar och därmed utnyttja helt nya näringskällor.